# Harrisburg (Houston)
Harrisburg è una comunità (originariamente documentata come Harrisburgh poi abbreviata in Harrisburg nel 1892) facente parte della città di Houston, Texas, Stati Uniti.
La comunità si trova ad est del centro di Houston, a sud della confluenza tra il Brays Bayou e il Buffalo Bayou, e ad ovest di Brady's Island. Harrisburg fu fondata prima del 1825 sulla sponda orientale del Buffalo Bayou nella contea di Harris. Nel 1926, Harrisburg fu annessa alla città di Houston. Il nome originale della contea di Harris era Harrisburg (Harrisburgh) County fino a quando fu abbreviato dopo la scomparsa della City of Harrisburg.

## Storia

### Texas messicano
Entro il 1825 John Richardson Harris decise di fondare una nuova città su alcuni terreni di sua proprietà posti sulla sponda occidentale del Buffalo Bayou; stabilì di battezzarla Harrisburg, in riferimento sia a se stesso sia alla città di Harrisburg in Pennsylvania, intitolata in onore del suo bisnonno. Nel 1826 Frank W. Johnson progettò il nuovo insediamento.

### Repubblica del Texas
Pochi anni dopo gli imprenditori immobiliari newyorkesi Augustus Chapman Allen e John Kirby Allen, intenzionati a fondare una città a monte della baia di Galveston, individuarono in Harrisburg il luogo ideale per l'abitato, ma, non potendo comprare le terre appartenenti ad Harris, furono costretti a optare per un sito differente.
Alla fine del 1835, il Consiglio Generale del Texas, governo provvisorio texano, individuò in Harrisburg la capitale dello Stato, ma il 16 aprile 1836, a pochi giorni dal termine della rivoluzione texana, la città fu data alle fiamme dalle forze di Antonio López de Santa Anna e fu quasi completamente distrutta. In seguito furono avviati i lavori di ricostruzione dell'abitato, che nel 1839 fu annesso alla città di Hamilton; nel frattempo fu scelta come nuovo capoluogo della contea di Harrisburg e capitale della Repubblica del Texas la città di Houston, fondata dai fratelli Allen nel 1836 su un vasto appezzamento di terra ad alcuni chilometri dalle rovine di Harrisburg.

### Dopo l'annessione del Texas
Nel 1847 la società Buffalo Bayou, Brazos and Colorado Railway (B.B.B. & C.) acquistò la città di Harrisburg e nel 1851 decise di costruire una linea ferroviaria per congiungere l'abitato ad Alleyton, situata sulla sponda del fiume Brazos; le operazioni furono avviate il 1º gennaio 1853 e la linea fu la prima funzionante in tutto lo Stato. Per alcuni anni Harrisburg rimase un importante terminal ferroviario, sede dei negozi e dei cantieri della linea, che dopo il 1860 fu prolungata rispettivamente fino a Galveston e a San Antonio. Nel 1870 le officine della società, ancora collocate ad Harrisburg, furono devastate da un incendio e furono successivamente ricostruite a Houston; la città perse allora il suo ruolo strategico e la popolazione iniziò a calare.
Nel 1919, in seguito all'ampliamento dello Houston Ship Channel, si insediarono ad Harrisburg numerose attività industriali; ciò comportò l'allontanamento di parte degli abitanti dalla città, che nel dicembre 1926 coi suoi 523 ettari fu annessa a Houston.